# Ângela Cardoso
Ângela Sónia Monteiro Cardoso (9 de abril de 1979) é uma basquetebolista profissional angolana.

## Carreira
Ângela Cardoso integrou a Seleção Angolana de Basquetebol Feminino, em Londres 2012, que terminou na décima segunda colocação.